# Verfassung des Kantons Waadt
Die Verfassung des Kantons Waadt (französisch: Constitution du Canton de Vaud) ist die rechtliche Grundordnung des Schweizer Kantons Waadt. Als kantonale Verfassung regelt sie den Aufbau des Kantons, legt die Grundlagen für das Funktionieren der Behörden sowie der Gesetzgebung fest und umschreibt die Bürger- und Volksrechte. In der Rechtshierarchie steht sie unterhalb der Bundesverfassung der Schweizerischen Eidgenossenschaft sowie der Bundesgesetze und oberhalb aller kantonaler Gesetze und Verordnungen sowie aller kommunaler und landeskirchlicher Rechtserlasse. Seit 1803 gab es mehrere grundlegende Änderungen des kantonalen Staatsrechts.

## Geschichte
Durch die Mediationsakte der Schweizerischen Eidgenossenschaft vom 19. Februar 1803 wurde das Waadtland, das Jahrhunderte zu Bern gehört hatte, von Napoleon Bonaparte in einen eigenständigen Kanton umgewandelt. Er bestand aus einem Teil des vormaligen (französischsprachigen) Untertanenlandes der Stadt Bern sowie den gemeinen Herrschaften Grandson und Echallens. Diese Mediationsverfassung umfasste die Themen «Gebietseintheilung und politischer Stand der Bürger», «Öffentliche Gewalten», «Art und Weise der Wahlen und Bedingungen der Wählbarkeit» und «Allgemeine Verordnungen und Garantieen». Am 14. April 1803 begann die erste Session des Grossen Rates in Lausanne und seither gilt dieses Datum als kantonaler Feiertag. Durch die Annahme eines neuen Bundesvertrages am 9. September 1814 bzw. dessen Beschwörung am 7. August 1815 endete die Mediationszeit, der Kanton Waadt konnte auch durch Unterstützung ausländischer Mächte seine Unabhängigkeit bewahren.
Die Waadtländer Verfassung des Jahres 1803 wurde diverse Male abgeändert. Im Jahr 1831 führte man das allgemeine Stimm- und Wahlrecht ein. Die erneuerte Verfassung des Kantons Waadt vom 1. März 1885 wurde ebenfalls diverse Male abgeändert. Als erster Kanton in der Schweiz führte die Waadt im Jahr 1959 das Frauenstimmrecht auf kantonaler Ebene ein.
Ein Verfassungsrat erstellte in den Jahren 1999 bis 2002 einen neuen Entwurf. Die Totalrevision sollte den Kanton erneuern und ihm ein klareres und dynamischeres Gerüst geben.
Die wichtigsten Änderungen der Revision waren unter anderem, dass der Grosse Rat neu aus 150 Mitgliedern statt früher 180 besteht und eine Legislatur jetzt fünf statt wie bisher nur vier Jahre dauert. Anstelle einer jährlichen Rotation des Präsidiums des Staatsrats, wählt dieser neu aus seiner Mitte einen Präsidenten für die gesamte Legislatur. Es wurde ein neuer Rechnungshof, bestehend aus fünf Richtern, eingerichtet, welcher vom Grossen Rat gewählt wird. Den im Kanton niedergelassenen Ausländern wurde das Stimm- und Wahlrecht auf Gemeindeebene erteilt, und die 19 bisherigen Bezirke wurden neu in zehn Bezirken zusammengefasst. Weiter verlor die Église Évangélique Réformée du canton de Vaud ihren Status als Staatskirche, bleibt aber gleich wie die römisch-katholische Kirche eine öffentlich-rechtlich anerkannte Landeskirche.
In einer Abstimmung am 22. September 2002 wurde die neue Verfassung mit 55,9 Prozent angenommen. Die Wahlbeteiligung lag bei 44,4 Prozent, was für Schweizer Verhältnisse normal ist. Die neue Kantonsverfassung trat am 14. April 2003 in Kraft, auf den Tag genau 200 Jahre nach der Gründung des Kantons.